# Ricky Pierce
Ricky Charles Pierce (* 19. August 1959 in Dallas, Texas) ist ein ehemaliger US-amerikanischer Basketballspieler, der zwischen 1982 und 1998 in der NBA spielte. Pierce konnte in seiner Karriere unter anderem zweimal den NBA Sixth Man of the Year Award als bester Bankspieler gewinnen.

## Karriere
Pierce wurde im NBA-Draft 1982 an 18. Stelle von den Detroit Pistons ausgewählt. Nach kurzen Aufenthalten bei den Pistons und den San Diego Clippers landete er 1984 bei den Milwaukee Bucks. Bei den Bucks entwickelte sich Pierce zum wichtigen Schlüsselspieler. 1987 gewann er seinen ersten Best Sixth Man Award. Kommend von der Bank erzielte er 19,5 Punkte pro Spiel. 1990 gewann er die Auszeichnung erneut. Er erzielte 23,0 Punkte pro Spiel und startete nur ein Spiel, dieser Punkteschnitt gilt bis heute als NBA-Rekord für einen reinen Einwechselspieler.
1991 folgte ein Transfer zu den Seattle SuperSonics für Dale Ellis. Mit den Sonics feierte Pierce seine sportlich erfolgreichste Zeit. Er erreichte 1993, mit den damals noch jungen Spielern Gary Payton und Shawn Kemp, das Western Conference Finale. Die Sonics unterlagen den von Charles Barkley und Kevin Johnson angeführten Phoenix Suns knapp im siebten Spiel der Best-of-Seven Serie.
Die letzten Jahre seiner Karriere verbrachte Pierce bei verschiedenen NBA-Klubs, wo er sich jedoch nie länger als ein Jahr aufhielt. Nach einem kurzen Intermezzo in Griechenland, kehrte er 1997 zu den Bucks zurück, wo er zum Saisonende sein Karriereende bekannt gab. Während seiner Karriere erzielte Pierce 14,9 Punkte, 2,4 Rebounds, sowie 1,9 Assists pro Spiel.